# Murailles de Campi Bisenzio

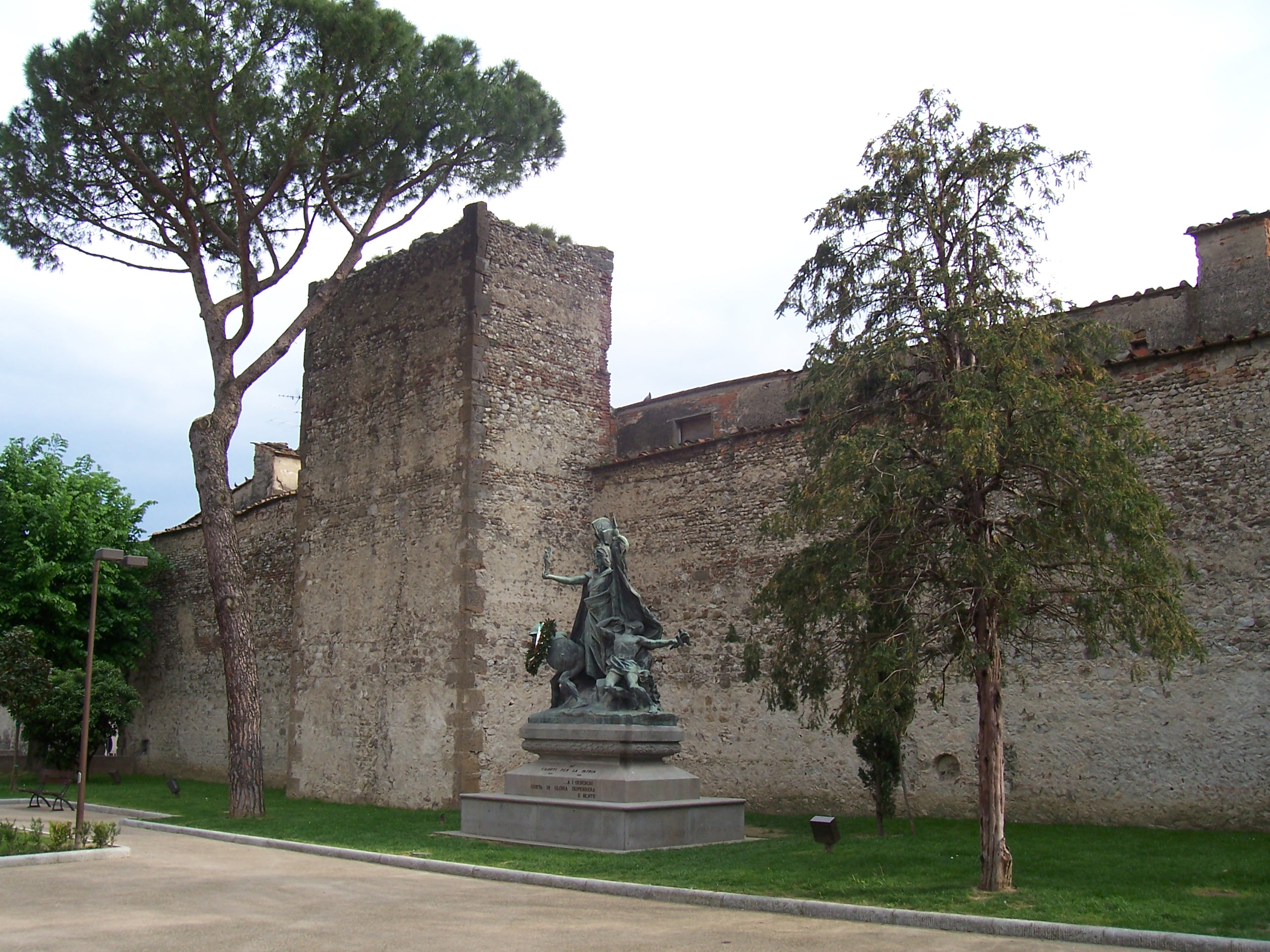
La partie nord des murailles

Les murailles de Campi Bisenzio constituent la structure défensive ceinturant le centre historique de Campi Bisenzio, dans la province de Florence, en Toscane.

## Historique
Elles datent de l'époque médiévale comme protection du château ancien des Campi.
Sa construction remonte aux années 1387 et 1389 quand la République florentine décide de renforcer le système défensif des places fortes souvent assaillies auparavant.

## Description
Elles comportent initialement quatre accès appelés :
- Porta Fiorentina (est)
- Porta Santo Stefano ou "La Portaccia" (nord)
- Porta Pratese (est)
- La Porticciola (sud).

Elles perdent ensuite leur importance stratégique, subissent des écroulements en 1552 et ne sont plus entretenues ensuite.
En 1832, pour favoriser l'expansion de ce chef-lieu, est décidée la démolition de ses parties sud et ouest ; en 1909 on envisagea  même la démolition du côté nord, opération non effectuée pour quelques contretemps dus à la présence  du vieux cimetière et par l'opposition de quelques conseillers communaux, sensibles à sa conservation.
En 1912, à la suite de l'exhumation des tombes du vieux cimetière et de sa  transformation en jardin public, une nouvelle porte est ouverte reliant la via  Alfredo Catalani et la via Don Minzoni.
Aujourd'hui les parties restantes sont en cours de restauration.

## Sources
- (it) Cet article est partiellement ou en totalité issu de l’article de Wikipédia en italien intitulé « Mura di Campi Bisenzio » (voir la liste des auteurs).